# Anneslia tetraphylla
Anneslia tetraphylla là một loài thực vật có hoa trong họ Đậu. Loài này được (G. Don) Britton & Rose mô tả khoa học đầu tiên năm 1928.